# Iris tenuifolia
Iris tenuifolia är en irisväxtart som beskrevs av Pall.. Iris tenuifolia ingår i släktet irisar, och familjen irisväxter. Inga underarter finns listade i Catalogue of Life.

## Bildgalleri

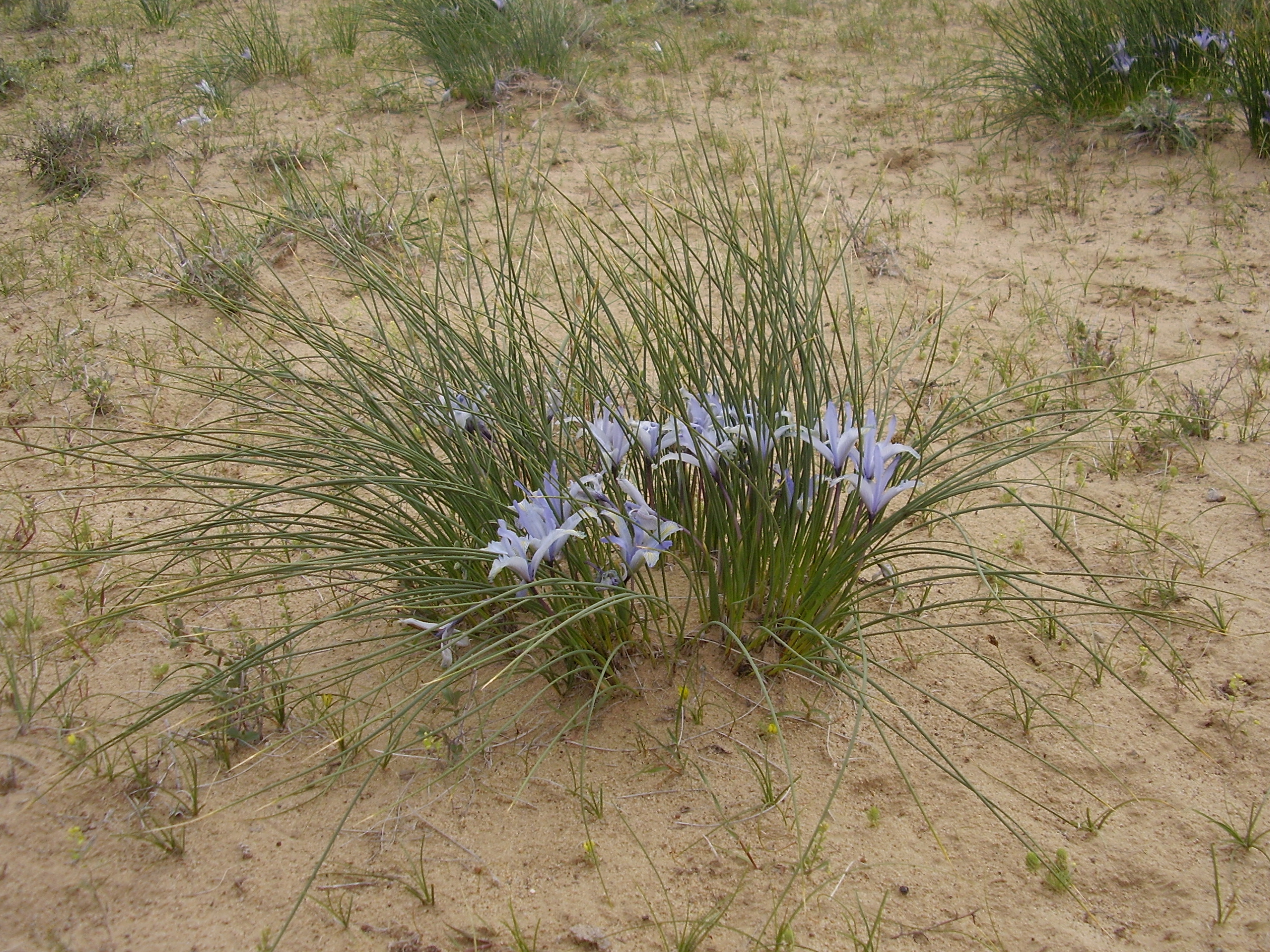
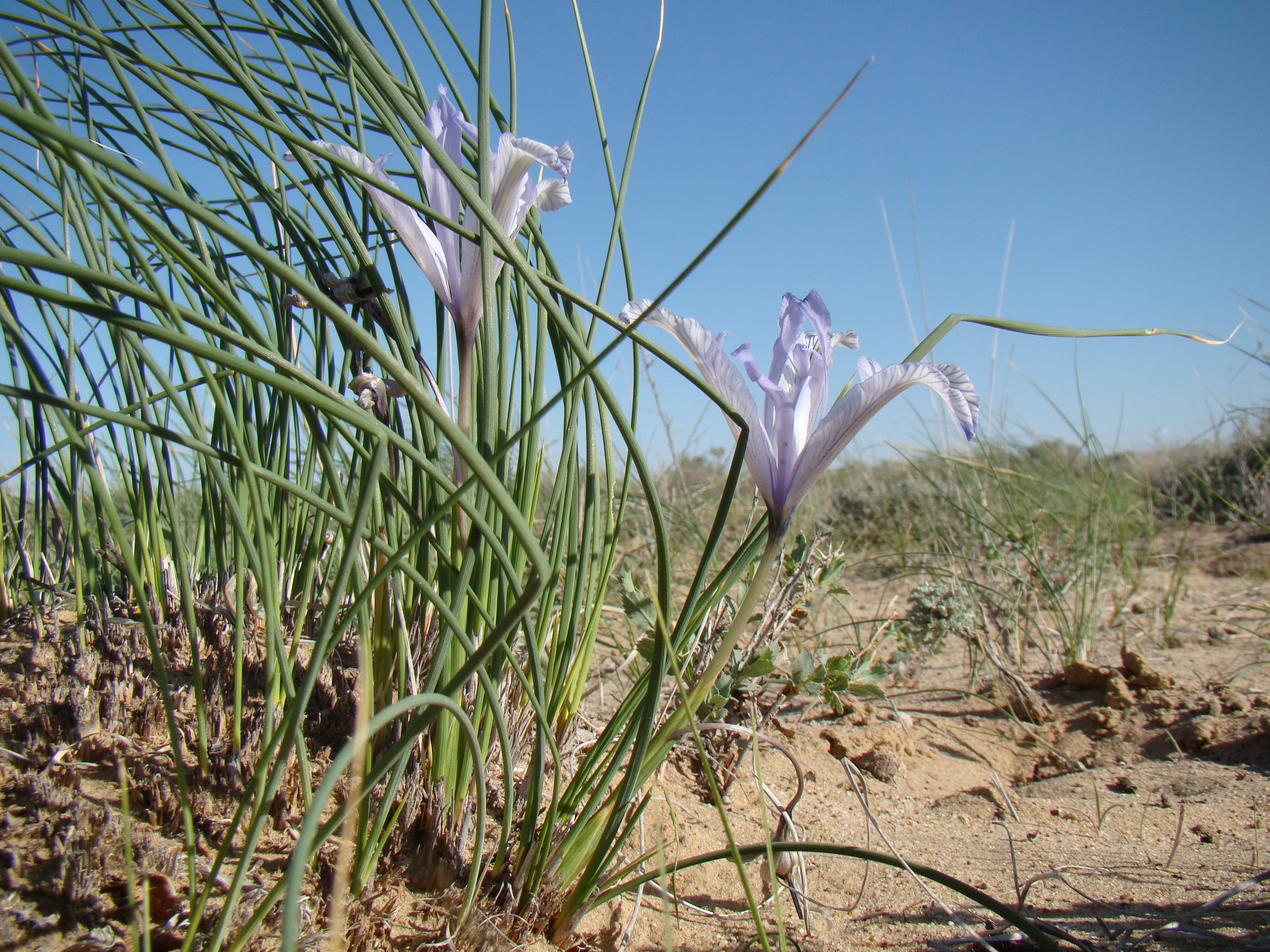
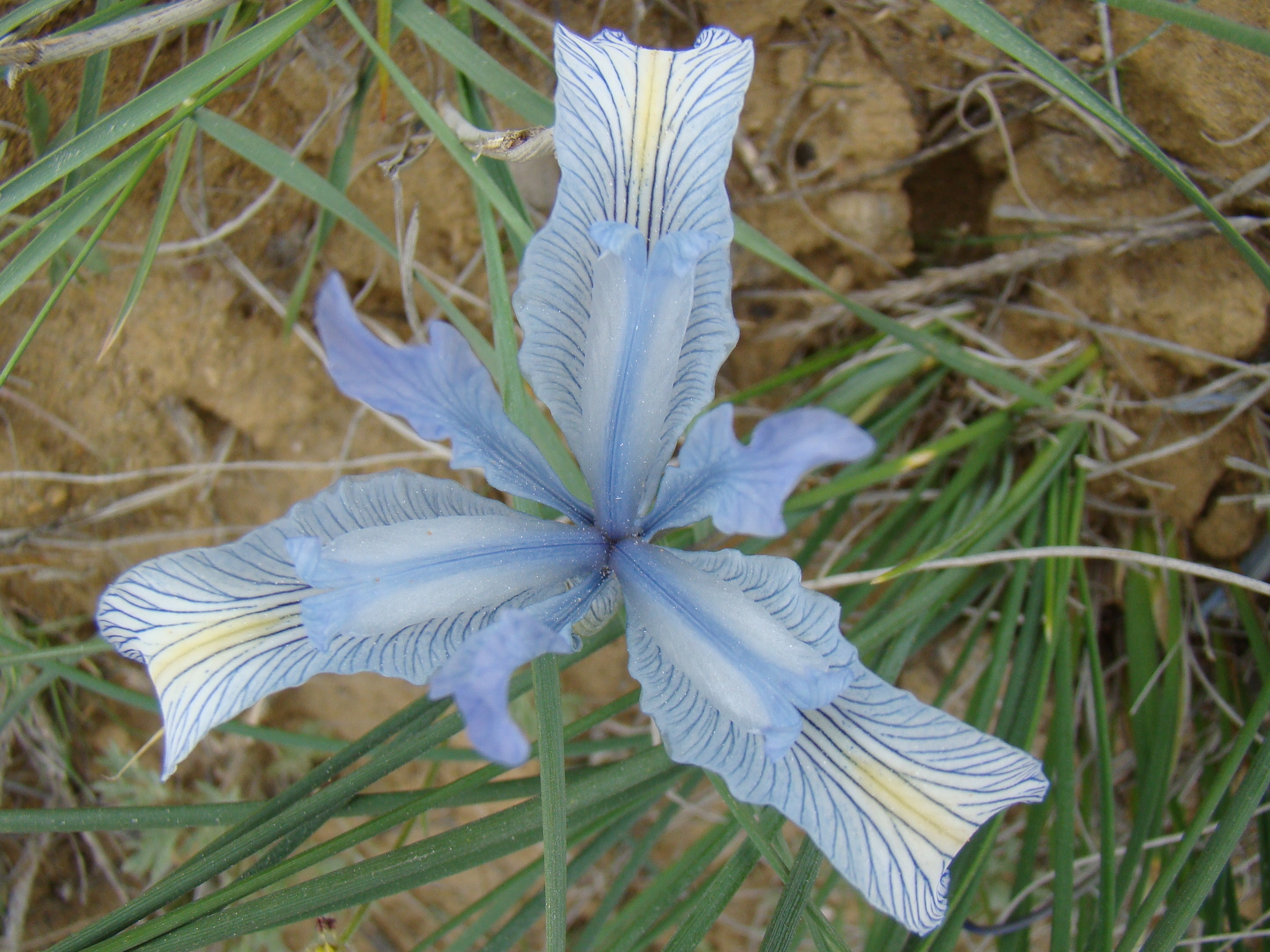
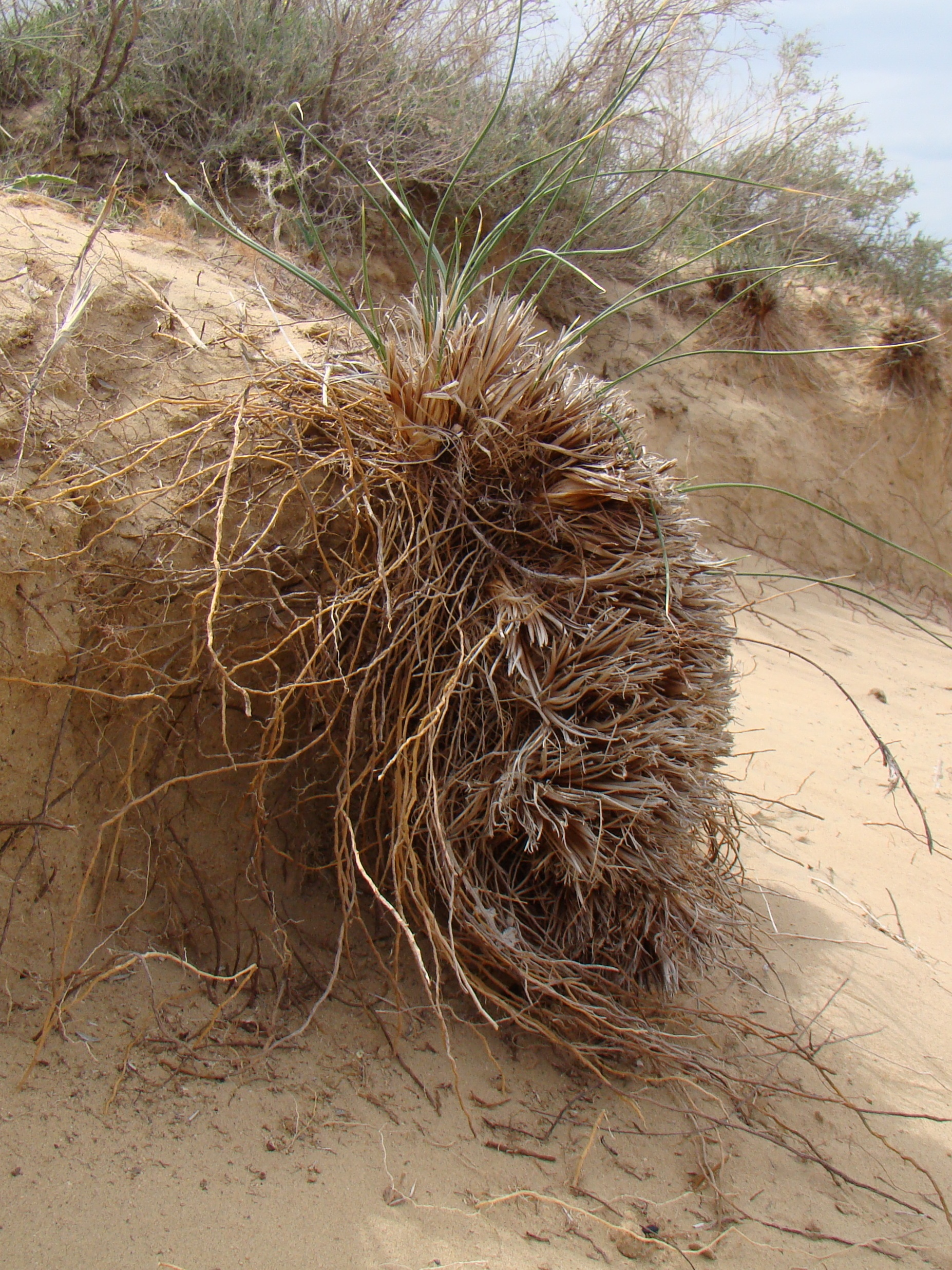